# Massilly
Massilly település Franciaországban, Saône-et-Loire megyében. Lakosainak száma 308 fő (2022. január 1.). Massilly Taizé, Bray, Cortambert, Flagy és Lournand községekkel határos.

## Népesség
A település népességének változása:
| Lakosok száma | 364  | 361  | 369  | 356  | 342  | 328  | 314  | 309  | 308  |
|               | 2013 | 2015 | 2016 | 2017 | 2018 | 2019 | 2020 | 2021 | 2022 |